# 姚渙
姚渙（?—?），字虛舟，普州（今四川安岳）人。
先祖姚景彻以战功擔任普州刺史。仁宗景祐元年（1034年）進士，官任监益州交子务。發現主管貪污，依法當處死，姚涣说：“戮人以于泽，非吾志也，义不蔽奸而不已。”最後僅追回款項。歷知峽州、涪州。終官光禄卿，卒於任上。

## 延伸阅读
[在维基数据编辑]
 《宋史/卷333》，出自脱脱《宋史》